# Flakbatterie Kilwa

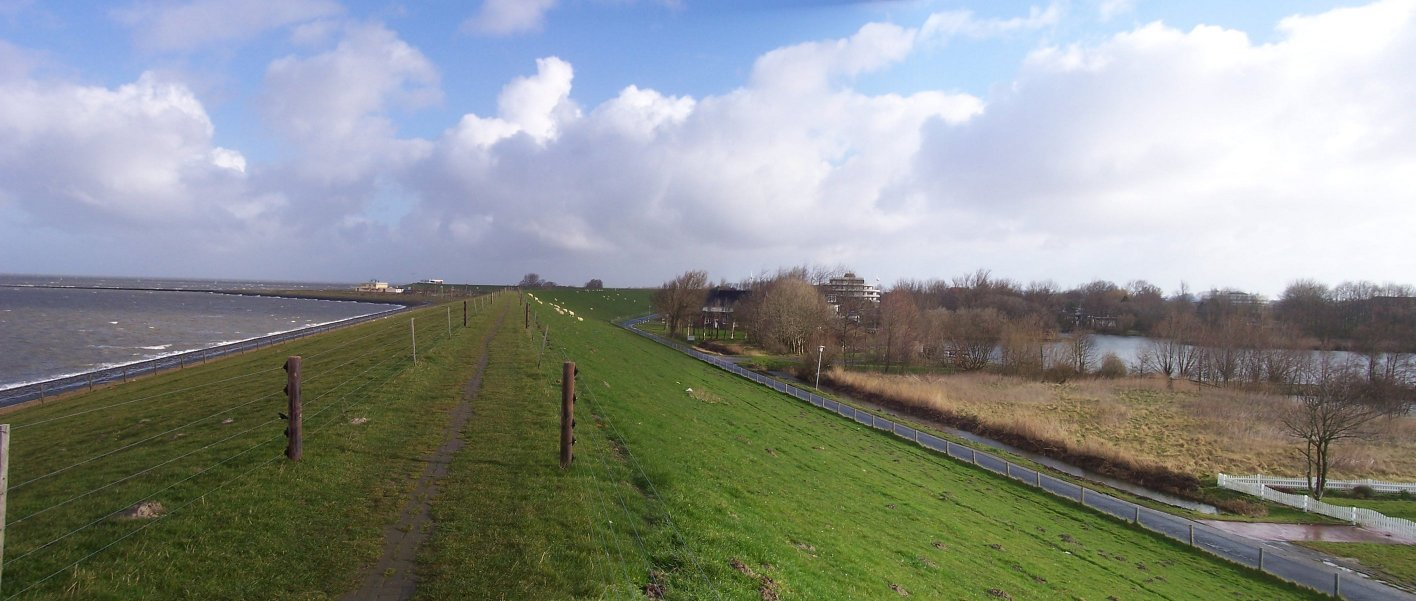
Standort der Flakbatterie im Bild rechts vom Deich

Die schwere Flakbatterie Kilwa in Tossens war im Zweiten Weltkrieg eine verbunkerte Stellung der Marine-Flak im Norden Butjadingens.

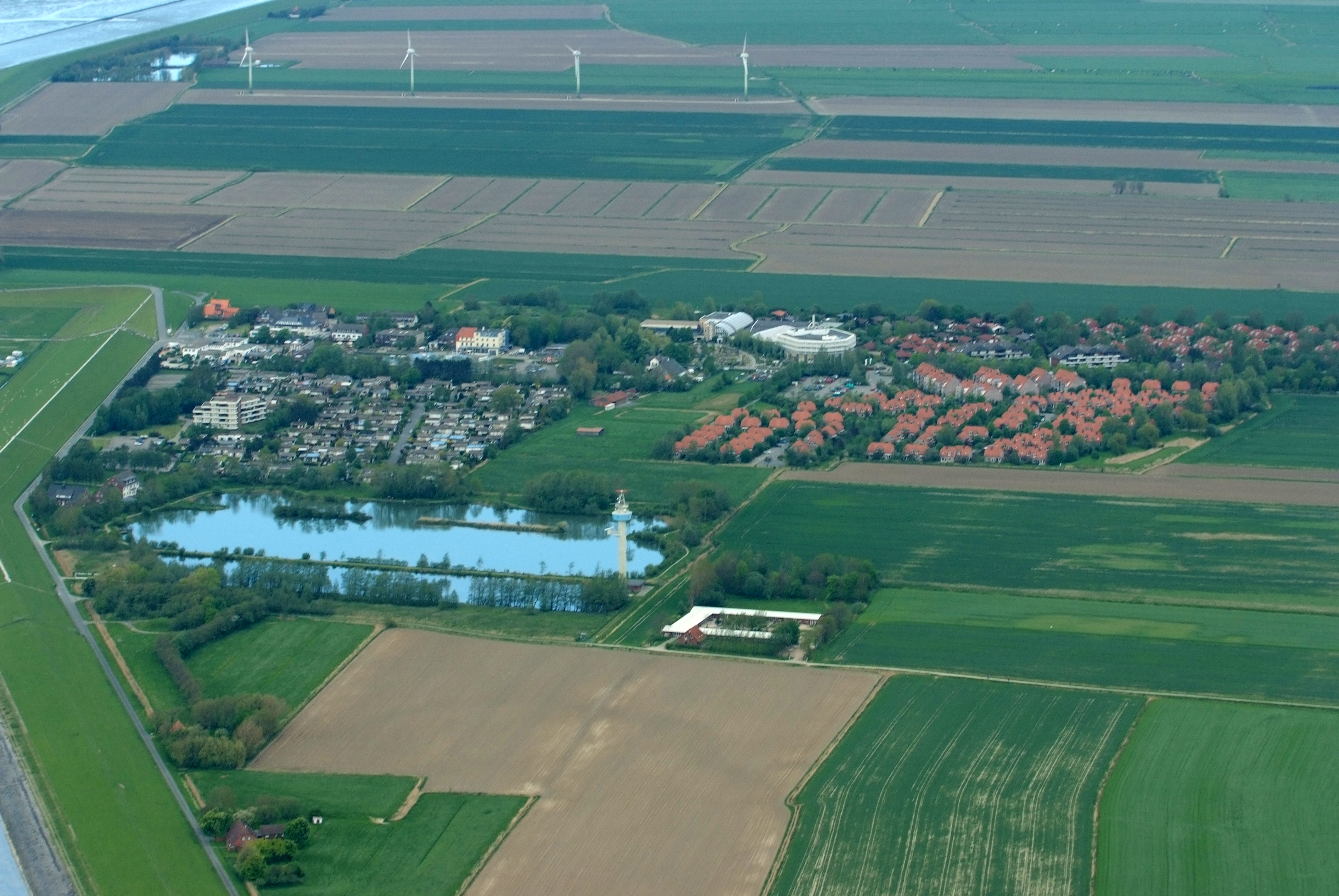
Die ehemalige Baracke rechts vom Deich. Der bewachsene Bereich links am Deich war mit den Gebäuden der Flakbatterie bebaut.

## Geschichte
Die Batterie war im Frühjahr 1936 auf dem Ackerland des Bauern Theodor Friedrich Hansig errichtet worden. Das Land war Teil eines Erbhofes und aus diesem Grund unveräußerlich, weshalb das Anerbengericht Nordenham dem Zwangsverkauf zustimmen musste. Die Grundstücke wurden daraufhin vom Reichskriegsministerium aus „zwingenden Gründen der Landesverteidigung“ enteignet. Die Anlage wurde zur Ausbildung von Marineartilleriesten genutzt. Der Munitionsbunker der Anlage war als Bauernhaus getarnt. Für die Unterbringung der Soldaten wurde ein eingeschossiger u-förmiger Gebäudekomplex errichtet.
Die Batterie Kilwa bestand zunächst als Feldstellung mit aus vier 8,8-cm-Flakgeschützen und befand sich an der Position der heutigen Ferienwohnungen, sie war am 13. September 1939 gefechtsbereit. Bereits am Ende des gleichen Monats wurde eine Bunkerbatterie 250 Meter weiter westlich hinter dem Tossenser Seedeich fertiggestellt. Aufgrund der um 35° versetzten Ausrichtung des 1. Geschützbunkers und des Leitstandes zu den anderen Bunkern erhielt die Anlage den Spitznamen „die schräge Batterie“.
Im Januar 1941 wurde auf dem Leitstand 2 ein Flugmeldegerät und ein Funkmessgerät montiert. Die Deckenschilde der Batterie wurden erst im Oktober 1942 nachgerüstet.
Bei einem Luftangriff am 19. Februar 1943 wurden Unterkünfte und Wirtschaftsgebäude beschädigt.

## Aufbau
Der Kern der Anlage bestand aus vier Geschützbunkern in deren Mitte sich ein Leitbunker befand. Ein weiterer Leitbunker befand sich außerhalb der Anlage, außerdem gab es einen Munitionsbunker und einen Marschinenbunker.
Für die Feuerleitung wurden Radargeräte und ein Turm aufgebaut. Es wurden ein FuMO 301 Freya (Flum 39) und ein FuMO 201, Typ 41 (gA) installiert.

## Bewaffnung
Zunächst war die Flakbatterie mit 8,8-cm-Geschützen in Mittelpivotlafette (MPL C/13) ausgestattet. Später wurde eine verbunkerte Stellung eingerichtet, die aus vier oberirdischen Geschützbunkern bestand, diese verfügten jeweils über ein 10,5-cm-Geschütz. Außerdem gab es ein Radar vom Typ Würzburg.

## Organisatorische Eingliederung

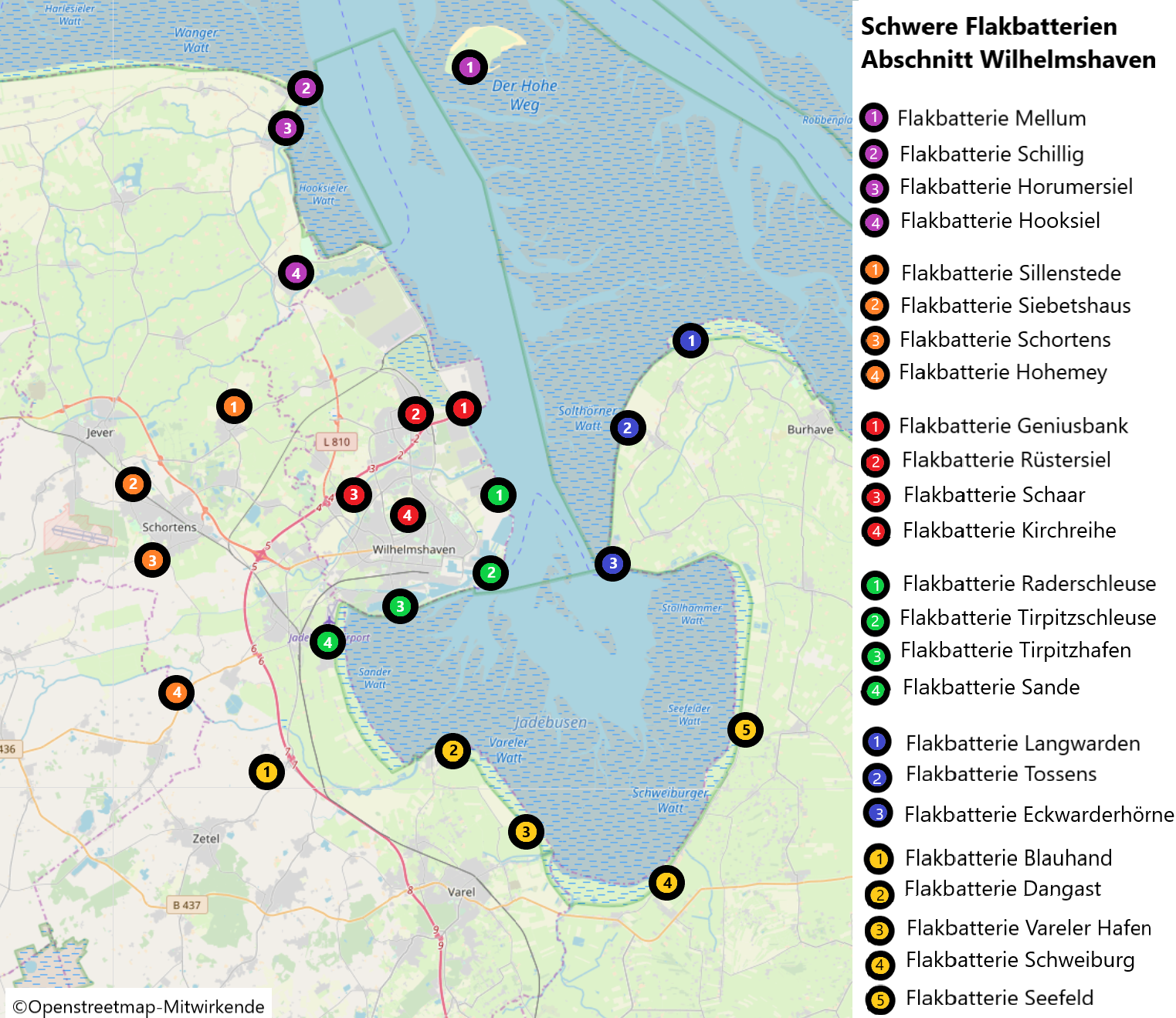
Position der Flakbatterien im Abschnitt Wilhelmshaven

Für die Küstenverteidigung war der Küstenbefehlshaber Deutsche Bucht verantwortlich. Die Batterie gehörte als Teil der II. Marineflakbrigade zum Abschnitt Wilhelmshaven. Die Flakbatterie gehörte zur Marineflakabteilung 272, deren Flakuntergruppenkommando Ost in Tossens lag. Von 1939 bis 1945 wurde die Flakbatterie vom Flak-Ugruko Ost betrieben.

## Nachkriegszeit
Nach dem Krieg wurde die Batterie Tossens von den Besatzungstruppen gesprengt. Heute sind noch ein ehemaliges Wirtschaftsgebäude und Garagengebäude des externen Untergruppenkommandogeländes vorhanden. In den Mannschaftsgebäuden fanden nach dem Krieg Vertriebene aus den deutschen Ostgebieten Unterkunft. Im Jahr 1990 ließ das Deutsche Jugendherbergswerk das Gebäude für 570.000 Mark instand setzen. 2010 wurde das Gebäude verkauft und daraufhin Ferienwohnungen eingerichtet.